# Найкраще
«Найкраще» — другий студійний альбом української співачки Руслани. В Україні вийшов 26 вересня 2001.

## Список пісень
1. «Світанок»
2. «Добрий вечір тобі»
3. «Прощання з диско» — 5:11
4. «Світло і тінь» — 2:16
5. «Ой летіли дикі гусі» — 3:40
6. «Перший сніг»
7. «Балада про принцесу» — 5:15
8. «Вам і не снилось» — 3:36
9. «Понад горами» — 4:40
10. «Вір мені» — 4:00
11. «Світанок»